# Sanyantang (köpinghuvudort i Kina, Hunan Sheng, lat 28,77, long 112,36)
Sanyantang (kinesiska: 三眼塘, 三眼塘镇) är en köpinghuvudort i Kina. Den ligger i provinsen Hunan, i den södra delen av landet, omkring 87 kilometer nordväst om provinshuvudstaden Changsha. Antalet invånare är 45 366. Befolkningen består av 22 094 kvinnor och 23 272 män. Barn under 15 år utgör 15,0 %, vuxna 15-64 år 73 %, och äldre över 65 år 10,0 %.
Runt Sanyantang är det tätbefolkat, med 683 invånare per kvadratkilometer. Närmaste större samhälle är Damatou, 16,7 km söder om Sanyantang. Trakten runt Sanyantang består till största delen av jordbruksmark.
Genomsnittlig årsnederbörd är 1 680 millimeter. Den regnigaste månaden är maj, med i genomsnitt 312 mm nederbörd, och den torraste är december, med 46 mm nederbörd.